# Agència Estatal de Resolució d'Entitats Bancàries
L'Agència Estatal de Resolució d'Entitats Bancàries (AREB) va ser creada pel Consell de Ministres d'Andorra mitjançant l'aprovació de la Llei de Reestructuració i Resolució d'Entitats Bancàries d'Andorra. El projecte de llei es va aprovar el dia 1 d'abril de 2015. La llei estableix el marc legal i les eines més apropiades per adoptar, amb caràcter urgent, mesures fermes i alhora flexibles, encaminades a donar solució a la situació de la Banca Privada d'Andorra, permetent dotar-se d'instruments que evitin el recurs sistemàtic al decret de 1969 que implicaria una liquidació judicial.
El projecte de llei prengué com a base la directiva europea 2014/59/UE, la qual fixa com a objectius prioritaris la protecció dels dipositants legítims, l'òptim ús dels recursos públics i la continuïtat de l'activitat de l'entitat, evitant la pèrdua de valor. Entre els seus principis, la llei destaca que els accionistes de l'entitat seran els primers a suportar les pèrdues i els costs dels processos.
Es creà l'Agència Estatal de Resolució d'Entitats Bancàries com a autoritat competent durant el procés, així com el Fons Andorrà de Resolució d'Entitats Bancàries (FAREB), destinat a finançar les mesures que s'acordin. El FAREB serà gestionat per la mateixa AREB i comptarà amb una dotació inicial extraordinària de 30 milions d'euros procedents de les entitats bancàries del país.